# Ross Katz

Ross Katz im Februar 2009

Ross Katz (* 19. Mai 1971 in Philadelphia, Pennsylvania) ist ein US-amerikanischer Filmproduzent und Filmregisseur.

## Biografie
Ross Katz verdingte sich seinen Lebensunterhalt als DJ in seiner Heimatstadt Philadelphia, ehe er Anfang der 1990er Jahre nach Los Angeles zog und erste Erfahrungen bei der technischen Realisierung von Filmproduktionen sammelte; so assistierte er unter anderem als Kameraschwenker bei den Dreharbeiten von Quentin Tarantinos Reservoir Dogs – Wilde Hunde. Bei der US-Filmproduktionsfirma Mirage lernte er von den Produzenten Sydney Pollack und Lindsay Doran (Sinn und Sinnlichkeit). Mitte der 1990er Jahre wechselte Katz zur Independentfilm-Firma Good Machine, wo er sich vom Post-Production-Supervisor (Das Familiengeheimnis, 1997; Happiness, 1998) zum Filmproduzenten (Trick, 1999) empor arbeitete. Weitere Spielfilme, die er unter anderem mitproduzierte, waren Todd Fields Drama In the Bedroom (2001) und Sofia Coppolas Tragikomödie Lost in Translation (2003), für die er jeweils zwei Oscar-Nominierungen in der Kategorie Bester Film erhielt. 2005 erhielt er als Filmproduzent die Einladung, Mitglied der Academy of Motion Picture Arts and Sciences zu werden.
Nach der erneuten Zusammenarbeit mit Coppola an dem Kostümdrama Marie Antoinette produziert er 2008 den Fernsehfilm Taking Chance, der gleichzeitig sein Debüt als Regisseur und Drehbuchautor markiert. In dem Drama, basierend auf wahren Begebenheiten, stellt Kevin Bacon einen US-Soldaten dar, der die Leiche eines 19-jährigen Marinesoldaten in dessen Heimatstadt überführen muss.

## Filmografie (Auswahl)
Produzent
- 1999: Trick
- 2001: In the Bedroom
- 2003: Lost in Translation
- 2006: Marie Antoinette
- 2009: Road, Movie

Regisseur
- 2009: Taking Chance (Fernsehfilm)
- 2014: Adult Beginners – Erwachsenwerden für Anfänger (Adult Beginners)
- 2016: The Choice – Bis zum letzten Tag (The Choice)